# Galium pyrenaicum
Galium pyrenaicum là một loài thực vật có hoa trong họ Thiến thảo. Loài này được Gouan mô tả khoa học đầu tiên năm 1773.

## Hình ảnh

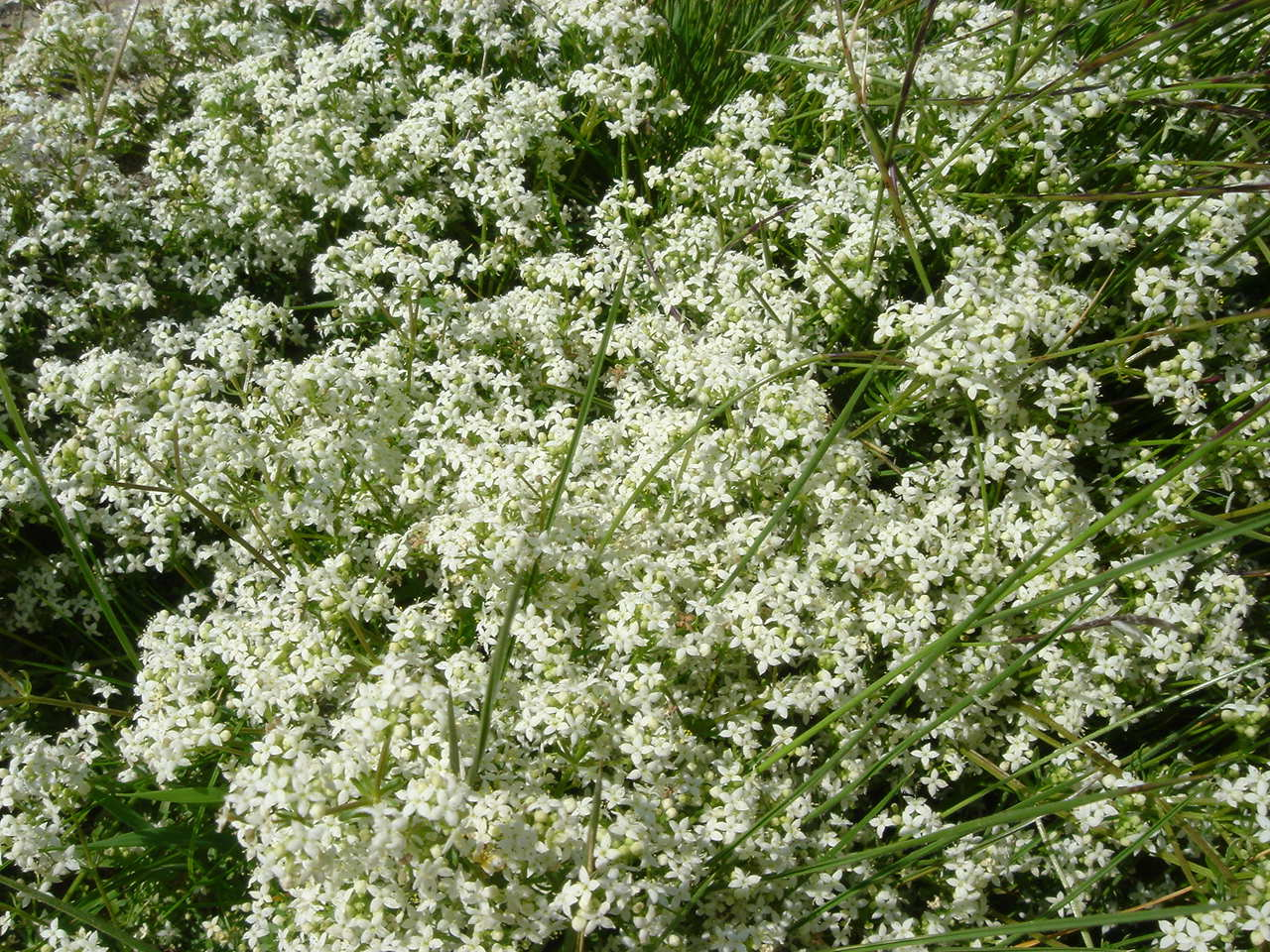